# Liste des attaques contre les représentations diplomatiques françaises
Cette liste regroupe, sans être exhaustive, les attaques ayant eu lieu contre des représentations diplomatiques françaises. Les manifestations non violentes devant les représentations diplomatiques ne figurent pas dans l'article.

## Liste des attaques
| Date                 | Attaque                                                                           | Auteur(s) | Description | Mort(s)           | Blessé(s) | Type d'attaque                   | Pays                      |
| -------------------- | --------------------------------------------------------------------------------- | --- | --- | ----------------- | --------- | -------------------------------- | ------------------------- |
| 4 nov. 1957          | Tentative d'attentat contre l'ambassade de France à Beyrouth.                     | Inconnus | Trois hommes d'allure suspecte, surpris par une patrouille de policiers près de l'entrée de l'ambassade, prennent la fuite en laissant derrière eux seize bâtons de dynamite. | 0                 | 0         | Engin explosif                   | Liban                     |
| 11 nov. 1961         | Manifestations devant le consulat général et l'ambassade de France à Rabat.       | Population locale                                                                                               | Des manifestations de soutien au FLN algérien, dont certains leaders sont réfugiés au Maroc, aboutissent à une attaque de l'ambassade de France. L'évènement fait suite aux attentats de l'OAS en Algérie,. | 0                 | 0         | Manifestations violentes         | Maroc                     |
| 21 juill. 1964       | Dégradations contre l'ambassade de France à Saïgon.                               | Population locale                                                                                               | L'ambassade de France à Saïgon est envahie par un groupe d'environ deux cents manifestants, qui saccagent et brûlent une voiture. Les étudiants saigonnais commémoraient le dixième anniversaire des accords de Genève de 1954. Ils défilent ensuite, invitant la population à se joindre à eux, aux cris de « bac tien » (marchons contre le Nord) et « dizt cong » (mort au Vietcong). | 0                 | 1         | Manifestations violentes         | Vietnam                   |
| 13-17 sept. 1974     | Prise d'otages de l'ambassade de France à La Haye.                                | Armée rouge japonaise Terrorisme palestinien                                                                    | L’ambassade de France à La Haye est le théâtre d’une prise d’otages menée par l’Armée rouge japonaise. Cet acte terroriste vise à obtenir la libération d’un de leurs membres, arrêté à Paris deux mois auparavant. L’opération se solde par la fuite des militants, qui parviennent à quitter les Pays-Bas grâce à un avion mis à leur disposition lors des négociations avec les forces de police. | 0                 | 3         | Prise d'otage                    | Pays-Bas                  |
| 4 sept. 1981         | Meurtre de l'ambassadeur de France Louis Delamare à Beyrouth.                     | Iran/Syrie (probablement)                                                                                       | Les livraisons d'armes à Israël, le renforcement des troupes françaises au sein de la FINUL et le rôle de médiateur de la France dans le rapprochement entre le Zaïre et Israël ont dégradé les relations françaises avec l'Iran et à la Syrie. Dans le contexte de la guerre civile libanaise, les troupes syriennes étaient présentes au Liban, rendant donc probable l'implication des forces de sécurité syriennes. | 1                 | 0         | Meurtre                          | Liban                     |
| 6 janv. 1982         | Attentat contre l'ambassade de France et les bureaux d'Air France à Bruxelles.    | Inconnu | Un engin explosif est placé devant la porte de l'ambassade dans la nuit du 6 janvier. Les bureaux d'Air France sont en parallèle visés, faisant un blessé léger. | 0                 | 0         | Engin explosif                   | Belgique                  |
| 15 avr. 1982         | Meurtre du chiffreur de l'ambassade de France Guy Cavallo à Beyrouth.             | Iran/Syrie (probablement)                                                                                       | Voir : Meurtre de l'ambassadeur de France Louis Delamare le 4 septembre 1981. | 1                 | 0         | Meurtre                          | Liban                     |
| 24 mai 1982          | Attentat contre l'ambassade de France à Beyrouth.                                 | Iran/Syrie (probablement)                                                                                       | Voir: Meurtre de l'ambassadeur de France Louis Delamare le 4 septembre 1981. | 11                | 27        | Véhicule piégé                   | Liban                     |
| 25 août 1983         | Attentat contre la Maison de France à Berlin-Ouest.                               | Armée secrète arménienne de libération de l'Arménie (ASALA) - Commanditée par Ilich Ramírez Sánchez dit Carlos. | Une bombe est placée par Ahmed Mustafa El-Sibai devant le centre culturel français (Maison de France) à Berlin-Ouest pour dénoncer l'incarcération de terroristes arméniens ainsi que les frappes aériennes françaises contre le Front populaire de libération de la Palestine durant la guerre civile libanaise. | 1                 | 23        | Engin explosif                   | Allemagne de l'Ouest      |
| 9 nov. 1993          | Attentats contre l'ambassade de France et les locaux d'Air France à Téhéran.      | Hezbollah du sud de Téhéran                                                                                     | Une grenade jetée contre les bureaux d'Air France fait un blessé léger et des dégâts matériels. Au même moment, deux grenades explosent dans la cour de l'ambassade de France, sans faire ni victime, ni dégâts importants. | 0                 | 1         | Grenades                         | Iran                      |
| 3 août 1994          | Attentat d'Aïn Allah près d'Alger.                                                | Groupe islamique armé (GIA)                                                                                     | Dans le cadre de la guerre civile algérienne, la cité d'Aïn Allah (abritant l'ambassade de France notamment) est la cible du GIA. En observant la difficulté de pénétrer dans l'enceinte et après une brève prise d’otages, les terroristes finissent par exécuter trois gendarmes et deux fonctionnaires du ministère des Affaires étrangères. | 5                 | 1         | Prise d'otage et fusillade       | Algérie                   |
| 26 janv. 2003        | Manifestations violentes à Abidjan.                                               | Population favorable à Laurent Gbagbo                                                                           | Des dizaines de milliers d'Ivoiriens manifestent pour protester contre l'accord de paix conclu à Paris. À la base principale de l'armée française, les soldats français font usage de gaz lacrymogènes ; un autre groupe pille et incendie un établissement scolaire français ; le centre culturel français est dévasté ; des groupes attaquent et pillent des magasins appartenant à des Français ou à des immigrants africains accusés de soutenir les rebelles ; une partie de l'ambassade est incendiée. | 0                 | 0         | Manifestations violentes         | Côte d'Ivoire             |
| 6 et 10 fév. 2006    | Manifestations violentes après la publication de caricatures de Mahomet en France | Population locale                                                                                               | Iran : une manifestation s'organise et des individus parviennent à pénétrer dans le périmètre de l'ambassade avant de jeter des cocktails Molotov contre la façade, brûlant le drapeau français. Cette manifestation fait écho aux encouragements de l'hodjatoleslam Ahmed Khatami d'exprimer leur colère après la publication des caricatures de Mahomet dans les journaux français. Syrie : une manifestation s'organise et des manifestants atteignent les balcons de la résidence de France. Ils sont repoussés par des agents français de sécurité. Les forces de police locale interviennent sur demande de la France. Les milliers de manifestants sont décrits comme parfaitement organisés et brandissant des drapeaux verts, couleur de l'Islam. Des doutes subsistent sur le rôle de l'État syrien dans ces évènements, considérant le contrôle total de la population damascène de la part des forces de police. Cette opération serait en effet un moyen de dévier la colère populaire contre le pouvoir syrien, jugé responsable pour les difficultés économiques et sociales de la vie quotidienne en Syrie. Ces évènements sont à mettre en parallèle avec les manifestations massives dans l'ensemble du monde musulman,. | 0                 | 0         | Manifestations violentes         | Iran et Syrie             |
| 8 août 2009          | Attaque contre l'ambassade de France à Nouakchott.                                | Mouvance djihadiste                                                                                             | Un kamikaze de 22 ans déclenche sa ceinture explosive devant l'ambassade de France. Deux gendarmes et une Mauritanienne sont légèrement blessés. L'attaque n'est pas revendiquée,. | 1 (auteur)        | 3         | Attentat à la ceinture explosive | Mauritanie                |
| 5 janv. 2011         | Une bonbonne de gaz explose devant l'ambassade de France à Bamako.                | Ressortissant tunisien (proche d'AQMI)                                                                          | Une bonbonne de gaz explose devant l’ambassade de France à Bamako, blessant deux personnes. Un Tunisien de 25 ans, Bachir Sinoun, lié à AQMI, est arrêté. Il motive son geste par « une haine personnelle à l'égard de la France ». | 0                 | 2         | Bonbonne de gaz                  | Mali                      |
| 8 avr. 2011          | Attaque contre la résidence de l'ambassadeur de France à Abidjan.                 | Forces loyales à Laurent Gbagbo                                                                                 | Dans le contexte de la crise en Côte d'Ivoire, la résidence de France essuie des tirs à l'arme lourde (deux tirs de mortier et un tir de roquette). Cette attaque fait suite à un premier incident 24 heures auparavant : durant l'exfiltration de l'ambassadeur du Japon en Côte d'Ivoire, les forces pro-Gagbo attaquent l'ambassade de France,. | 0                 | 0         | Attaques armées                  | Côte d'Ivoire             |
| 20 juin 2011         | Attaque contre un convoi de l'ambassade de France près de Bagdad.                 | Inconnu | Un convoi de l’ambassade de France saute sur une bombe dans le sud de Bagdad, blessant sept personnes (quatre gardes irakiens de l’ambassade et trois passants). L’attentat se produit à quelques rues à peine de la résidence de l’ambassadeur de France et n'a jamais été revendiqué. | 0                 | 7         | Engin explosif                   | Irak                      |
| 10-11-12 juill. 2011 | Attaque contre l'ambassade de France à Damas.                                     | Population locale                                                                                               | Les ambassades américaine et française sont attaquées trois jours après la visite des deux ambassadeurs à Hama, où les manifestations massives seront le point de départ de la guerre civile syrienne. L'assaut dure trois heures et demi et est perpétré par des individus organisés. Trois agents de sécurité de l'ambassade sont blessés, les drapeaux français sont brulés et plusieurs dégradations matérielles sont constatées. Cette attaque a probablement été organisée par les autorités syriennes en réponse aux visites des ambassadeurs,. | 0                 | 3         | Manifestations violentes         | Syrie                     |
| 2 oct. 2012          | Attaque contre l'ambassade de France à Téhéran.                                   | population locale                                                                                               | L'ambassade de France est attaquée par des dizaines de manifestants iraniens, qui entendent protester contre la publication des caricatures de Mahomet dans Charlie Hebdo. Le bâtiment est caillassé et une trentaine de manifestants arrêtés. | 0                 | 0         | Manifestations violentes         | Iran                      |
| 26 déc. 2012         | Manifestations violentes contre l'ambassade de France à Bangui.                   | Population locale                                                                                               | La manifestation dénonce l'inaction de la France face à la situation en Centrafrique, en particulier depuis la révolte de Séléka. Plusieurs vitres sont brisées et le drapeau français est arraché,. | 0                 | 0         | Émeutes                          | République centrafricaine |
| 23 avr. 2013         | Attaque contre l'ambassade de France à Tripoli.                                   | Inconnu | Une voiture piégée explose devant l'ambassade et détruit 60 % de la chancellerie. L'intervention française au Mali a dégradé l'image française dans plusieurs pays dont la Libye. Aucun menace n'avait été reçue,. | 0                 | 2         | Voiture piégée                   | Libye                     |
| 8 oct. 2014          | Explosions et incendie à l'Institut français de Gaza.                             | Inconnu | Deux explosions frappent l'Institut français et déclenchent un incendie détruisant partiellement le bâtiment (abritant aussi une section consulaire) et les locaux techniques de l'Institut. | 0                 | 0         | Incendie criminel                | Territoires Palestiniens  |
| 21 nov. 2014         | Dégradations sur le consulat de France à Genève.                                  | Inconnu | Le bâtiment est recouvert de peinture rouge après la mort de Rémi Fraisse, tué par une grenade offensive des forces de l'ordre,. | 0                 | 0         | Dégradations                     | Suisse                    |
| 16 janv. 2015        | Destruction de l'Institut français de Zinder.                                     | Population locale                                                                                               | L'Institut français est entièrement brûlé par des manifestants anti-Charlie Hebdo. 18 000 ouvrages et une salle de spectacles sont brûlés. | 0                 | 0         | Incendie criminel                | Niger                     |
| 30 mai 2016          | Attaque contre l'ambassade de France à Port-Louis.                                | Mouvance djihadiste                                                                                             | L'ambassade de France et l'hôtel Saint-Georges sont la cible d'une attaque. Un graffiti mentionnant l'État islamique est découvert sur la façade de l'ambassade. | 0                 | 0         | Coups de feu                     | Maurice                   |
| 10 nov. 2016         | Attaque contre l'ambassade de France à Athènes.                                   | Organisation d'autodéfense révolutionnaire (groupe d'ultra-gauche)                                              | Le groupe lance une grenade et blesse légèrement un policier en faction devant l’ambassade de France. L’Organisation explique avoir voulu frapper un État « en première ligne dans la guerre capitaliste ». Son texte mentionne la mort du militant écologiste, Rémi Fraisse, l’évacuation récente du campement de migrants de Calais et la poursuite de l’emprisonnement du militant libanais Georges Ibrahim Abdallah. | 0                 | 1         | Jet de grenade                   | Grèce                     |
| 2 mars 2018          | Attaque contre les représentations françaises à Ouagadougou.                      | Population locale                                                                                               | Des assaillants armés attaquent l'ambassade de France, l'Institut français de Ouagadougou et l'état-major des forces stationnées au Burkina Faso,. | 8 (assaillants)   | 0         | Attaques armées                  | Burkina Faso              |
| 6 mai 2019           | Dégradations sur le consulat de France à Genève.                                  | Inconnu | Le bâtiment est recouvert de peinture jaune en soutien au mouvement des gilets jaunes qui a lieu en France durant cette période,. | 0                 | 0         | Dégradations                     | Suisse                    |
| 29 oct. 2020         | Attaque contre le consulat général de France à Djeddah                            | Ressortissant saoudien                                                                                          | Le consulat général de France est visé par une attaque et un garde est blessé au couteau par un suspect qui est arrêté,. | 0                 | 1         | Attaque au couteau               | Arabie saoudite           |
| 25 août 2021         | Fusillade de Dar es Salam.                                                        | Ressortissant somalien (État Islamique)                                                                         | Hamza Mohamed, un Somalien, abat des policiers et des agents de sécurité devant l'ambassade de France en Tanzanie. Il est abattu par la police. | 5 (dont l'auteur) | 6         | Fusillade                        | Tanzanie                  |
| 2 oct. 2022          | Saccage de l'Institut français à Ouagadougou.                                     | Population locale                                                                                               | L'Institut français est saccagé et brûlé par des manifestants accusant la France de protéger le lieutenant-colonel Paul-Henri Damiba menacé par un putsch. La majorité du matériel est brûlé ou volé. Ces manifestations font écho au coup d'État du capitaine Ibrahim Traoré,. | 0                 | 0         | Saccage                          | Burkina Faso              |
| 30 juill. 2023       | Manifestations violentes contre l'ambassade de France à Niamey.                   | Partisans des militaires putschistes                                                                            | Des milliers d'individus, menés par le mouvement civil M62, manifestent devant l'ambassade de France. Certains tentent de s'introduire et sont dispersés par des grenades lacrymogènes. La plaque affichant "Ambassade de France au Niger" est arrachée et remplacée par des drapeaux russe et nigérien. | 0                 | 0         | Manifestations violentes         | Niger                     |
| 25 avr. 2024         | Dégradations sur l'ambassade de France à Moscou.                                  | Inconnu | Trois têtes de mort et la lettre Z (symboles peints sur les blindés et hélicoptères militaires engagés dans l'invasion de l'Ukraine par la Russie) sont affichées sur le mur d'enceinte de l'ambassade de France. | 0                 | 0         | Dégradation                      | Russie                    |
| 21 mai 2024          | Projet d'attentat contre l'ambassade de France à Port-Louis.                      | Individu | Mohamed Jaabir Papauretty est arrêté par la police à Port-Louis alors qu'il préparait une bombe artisanale dans le but de « venger les Palestiniens ». | 0                 | 0         | Engin explosif                   | Maurice                   |
| 10-11 sept. 2024     | Dégradations sur le consulat de France et son monument à mort à Genève.           | Inconnu | Une phrase d’insulte et une croix gammée sont retrouvées sur le bâtiment et sur le mémorial attenant,. | 0                 | 0         | Dégradations                     | Suisse                    |
| 7 oct. 2024          | Actes de dégradation sur l'Institut français de Tunis.                            | Population locale                                                                                               | Depuis le 7 octobre 2023, l'Institut français de Tunis fait régulièrement l'objet de dégradations par des manifestants dénonçant la politique française à l'égard d'Israël. Aucune tentative d'intrusion n'aboutit, mais plusieurs slogans sont peints sur les murs. | 0                 | 0         | Dégradations                     | Tunisie                   |
| 28 janv. 2025        | Manifestations à Kinshasa contre plusieurs ambassades.                            | Manifestants | À Kinshasa, plusieurs ambassades (celles du Rwanda, de la France, de la Belgique, du Kenya, des États-Unis) sont attaquées par des manifestants dénonçant le conflit dans l’est du pays. La police congolaise fait usage de grenades lacrymogènes pour disperser les protestataires,. | 0                 | 0         | Manifestations                   | RD Congo                  |